# Parque Nacional da Cameia
Parque Nacional da Cameia är en nationalpark i Angola.   Den ligger i provinsen Moxico, i den centrala delen av landet, 1 000 kilometer öster om huvudstaden Luanda. Parque Nacional da Cameia ligger 1 093 meter över havet. Arean är 1,4 kvadratkilometer.
Terrängen runt Parque Nacional da Cameia är mycket platt. Runt Parque Nacional da Cameia är det mycket glesbefolkat, med 2 invånare per kvadratkilometer..
Trakten runt Parque Nacional da Cameia består i huvudsak av gräsmarker.  Klimatet i området är fuktigt och subtropiskt. Årsmedeltemperaturen i trakten är 23 °C. Den varmaste månaden är oktober, då medeltemperaturen är 28 °C, och den kallaste är juli, med 21 °C. Genomsnittlig årsnederbörd är 1 111 millimeter. Den regnigaste månaden är november, med i genomsnitt 221 mm nederbörd, och den torraste är juni, med 1 mm nederbörd.